# Girl You Know It’s True (Film)
Girl You Know It’s True ist ein biografisches Filmdrama über den Auf- und Abstieg des 1980er Popduos Milli Vanilli von Simon Verhoeven. Der Filmstart war am 21. Dezember 2023.

## Handlung
Produziert von Frank Farian erzielt das aus Fab Morvan und Rob Pilatus bestehende Discopop-Duo Milli Vanilli Ende der 1980er Jahre große Erfolge. Ihr erstes Album wird europaweit erfolgreich und schafft es auf Platz eins der Billboard-Charts. In einer Szene im Studio klärt Farian den Zuschauer auf und präsentiert die eigentlichen Sänger John Davis, Brad Howell und Charles Shaw, die sich während einer Aufnahme hinter einer Glasscheibe befinden. Bei einem Auftritt im Juli 1989 im Rahmen der Musikfestivalreihe „Club MTV Live: The Tour“ im Vergnügungspark Lake Compounce in Connecticut bleibt das Playback hängen, so dass der Text „Girl, you know it's“ des Liedes Girl You Know It’s True ständig wiederholt wird. Dabei stürmt das Duo von der Bühne.
Nachdem die Gerüchteküche brodelt, gibt Farian bei einer Pressekonferenz bekannt, dass Pilatus und Morvan nicht die Sänger von Milli Vanilli sind.
Auch in den USA wird der Skandal in den Medien behandelt. Der Grammy Award wird der Gruppe aberkannt, das Plattenlabel Arista Records beendet die Zusammenarbeit. Nach der Auflösung von Milli Vanilli versuchen Pilatus und Morvan einen Neuanfang, bleiben jedoch erfolglos. Pilatus entwickelt eine Alkoholkrankheit und gerät wegen verschiedener Delikte in Schwierigkeiten mit der Polizei. Farian bezahlt die Kaution, damit Pilatus aus dem Gefängnis in Los Angeles entlassen wird. Während seine Assistentin Ingrid „Milli“ Segieth ihn aus dem Gefängnis abholt, gesteht auch die Gefängniswärterin ein Fan gewesen zu sein.
Pilatus kehrt zurück nach Deutschland und wird im April 1998 tot in einem Hotelzimmer in Deutschland aufgefunden. Er wird in München auf dem Waldfriedhof beigesetzt. Während seiner Beerdigung wirft Carmen dem Musikproduzenten einen verächtlichen Blick zu. Im Abspann erfährt der Zuschauer, dass Morvan immer noch als Musiker aktiv ist.

## Produktion
Für die Produktion zeichnen Quirin Berg und Max Wiedemann verantwortlich. Simon Verhoeven schrieb das Drehbuch und führte Regie. Der Film wird von Leonine verliehen. Matthias Schweighöfer spielt darin den strippenziehenden Musikproduzenten Frank Farian, Milli Vanilli spielen Tijan Njie als Rob Pilatus und Elan Ben Ali als Fab Morvan.
Der Komponist und Musiker Kevin Liles des Original-Songs „Girl You Know It’s True“ von Numarx fungiert beim Film als Executive Producer. Der Sänger Brad Howell, die Tochter Jasmin seines mittlerweile verstorbenen musikalischen Partners John Davis, Milli Vanillis ehemaliger Assistent Toad Headlee sowie Robs Schwester Carmen Pilatus fungierten als Associate Producers.
Girl You Know It’s True ist nicht der erste Versuch, die Geschichte des Milli-Vanilli-Skandals zu verfilmen:
Am 14. Februar 2007 wurde bekannt gegeben, dass Universal Pictures einen Film entwickelt, der auf der wahren Geschichte von Milli Vanillis Aufstieg und Fall in der Musikindustrie basiert. Jeff Nathanson, ein Drehbuchautor, der für Catch Me If You Can bekannt ist, sollte das Drehbuch schreiben und Regie führen. Fab Morvan sollte als Berater fungieren und seine und Pilatus’ Sichtweise einbringen. Das Projekt wurde jedoch nie fertiggestellt.
Im Jahr 2011 erklärte der deutsche Regisseur Florian Gallenberger, dass er das Projekt wieder aufleben lassen und das Drehbuch neu schreiben werde, was letztendlich ebenfalls nicht geschah.
Danach war jahrelang ein weiteres Biopic über Milli Vanilli parallel in Vorbereitung. Dafür hatte Fab Morvan seine persönlichen Verfilmungsrechte an RatPac Entertainment, eine Produktionsfirma des US-Regisseurs Brett Ratner, exklusiv verkauft (nicht zu verwechseln mit der deutschen Rat Pack Filmproduktion). Wegen der bereits veräußerten Rechte konnte Fab Morvan zunächst nicht beim konkurrierenden Simon-Verhoeven-Filmprojekt involviert sein – selbst als das von Ratner entwickelte Projekt 2021 abgesagt wurde, nachdem sich Time’s-Up-Vorwürfe gegen Ratner wegen sexueller Belästigung mehrten. Letztlich konnte Morvan doch beim Projekt mitwirken und wird im Abspann als Co-Producer geführt.
Girl You Know It’s True feierte am 4. Dezember 2023 im Münchner Mathäser-Kino eine – laut Presseportal.de – „sensationelle“ Weltpremiere, an der neben dem Team und die Darstellerriege auch Fab Morvan teilnahm und nach der Vorführung unter – laut SZ – „standing Ovations“ auch vor die 1600 Zuschauer trat.
Bei der Verleihung des Bayerischen Filmpreises 2024 waren die Laudatoren Rob Pilatus’ Schwester Carmen Pilatus und Fab Morvan, der den Song Girl You Know It’s True live auf der Bühne darbot.

## Rezeption

### Kritiken
Der Film wird überwiegend positiv in Fachpresse sowie Massenmedien besprochen. Beispielsweise vergibt Moviepilot 7.6 aus 10 Punkten, der österreichische Radiosender Ö3 8 aus 10. Auf Kino.de gibt es 4 ½ Sterne von 5. Kontrovers diskutiert wird jedoch z. B. die Darstellung von Matthias Schweighöfer als Frank Farian: Was z. B. Filmstarts.de „klar“ als „das schauspielerische Highlight des Films“ lobt, relativiert die TAZ als „[…] mit erkennbarer Lust am Chargieren…“ und tut Epd-Film nur als „hysterischen Clown“ ab.
Die Zeit schreibt zu Girl You Know It’s True : „Der erkenntnisförderndste und tollste Musikfilm des Jahres“
Der SWR-Kinoexperte Peter Beddies urteilt: „Ein intensiver Film, der Milli Vanilli die Würde zurückgibt.“
Das Fazit von Cinema: „Das ist großes Kino.“
Der deutsche Rolling Stone schreibt „… unbedingt sehenswert.“
Die Münchner Abendzeitung sagt: „Der Film ist coole, dynamische, geistreiche Unterhaltung“
Die BILD-Zeitung lobt: „Regisseur Verhoeven erzählt diese Story mit viel Liebe und einer ehrlichen, zeitlosen und bis zur allerletzten Sekunde des Films auch guten Musik.“
Die Hamburger Morgenpost meint: „Aus dem Kontrast zwischen glitzernder Traumwelt in Los Angeles und Hühnerhaltung und Kartoffelsuppe in der deutschen Provinz ergeben sich einige der zahlreichen humorvollen Momente in diesem liebevoll erzählten und ausgestatteten Film.“
Die Rheinische Post holt aus: „Wie schon in Männerherzen und Willkommen bei den Hartmanns beweist sich Verhoeven erneut als Regisseur, der das Mainstreamformat mit feinironischem Humor, emotionaler Tiefe und gesellschaftlichen Kommentaren anreichert, ohne den unterhaltsamen Drive der Erzählung auszubremsen.“
Das deutsche GQ schreibt: „So tief aus dem Leben von Fab und Rob zu erzählen, sie als Menschen kennenzulernen, ist der große Gewinn dieses Films.“
Das Redaktionsnetzwerk Deutschland fasst zusammen: „Klug, witzig und bewegend erzählt Verhoeven zumeist aus Sicht der beiden die verrückte Geschichte vom rasanten Aufstieg zum internationalen Musikolymp bis zum tiefen Fall.“
Der Bayerische Rundfunk resümiert: „Rob und Fab erfahren mit Girl You Know It’s True ein Stück späte Gerechtigkeit.“
Programmkino.de meint: „Girl You Know It’s True ist ein starker Film, der selbst dann funktioniert, wenn man die damalige Zeit miterlebt hat und Milli Vanilli nicht mochte.“
Kino-Zeit erwähnt insbesondere den Autor und Regisseur: „Das ist zu einem guten Teil auch Verhoevens Verdienst, der seine Satire zwar stets treffend, aber nur selten wirklich bösartig inszeniert.“
Filmstarts.de bespricht den Film positiv: „Simon Verhoeven legt sowohl in seinem Skript als auch bei der Inszenierung ein hohes, aber dennoch niemals gehetzt wirkendes Tempo vor […] Ein visuell beeindruckendes, enorm unterhaltsames und streckenweise sogar richtig witziges Biopic“.
Die Badische Zeitung schreibt: „Simon Verhoevens Milli-Vanilli-Film verbindet Drive mit Tiefe“.
Die Westfälischen Nachrichten kritisieren: „[…] All das erzählt Verhoeven kurzweilig. Und auch recht oberflächlich.“
TV Movie findet: „Da Girl You Know It’s True dabei immer noch witzig ist, toll aussieht und wohl die beste größere Schweighöfer-Performance seit Jahren bietet, vermischt sich alles zu einem enorm unterhaltsamen Streifen.“
Radio Eins des öffentlich-rechtlichen RBB empfindet den Film als „ein ebenso witziges wie tieftrauriges Popmärchen“.
Das österreichische Hitradio Ö3 gibt 8/10 Punkte: „Girl You Know It’s True punktet nicht nur mit viel Liebe zum pophistorischen Detail, sondern erzählt die Skandalgeschichte auch ebenso pointiert wie berührend.“
Die Jury der Deutschen Film- und Medienbewertung hat dem Film das Prädikat „Besonders wertvoll“ verliehen. Die Jury hebt dabei vor allem die beiden Hauptdarsteller Tijan Nije und Elan Ben Ali hervor, „die Fab & Rob nicht nur täuschend echt verkörpern, sondern die sich auch die Dance Moves draufgepackt haben“.

### Einsatz im Unterricht
Das Onlineportal kinofenster.de empfiehlt Girl You Know It’s True ab der 9. Klasse für die Unterrichtsfächer Deutsch, Englisch, Musik, Kunst und Darstellendes Spiel und bietet Materialien zum Film für den Unterricht. Dort schreibt Martin Daßinnies, Simon Verhoeven habe den Film wie ein großes Musikvideo mit schnellen Schnitten, originaler Musik, Konzertaufnahmen und dynamischen Tanzeinlagen inszeniert, womit der Film über ein reines Biopic hinausgehe und deutliche Merkmale eines Musik- beziehungsweise Tanzfilms besitze. Hauptsächlich werde in dem Film die Entwicklung der beiden Sänger Rob und Fab zu Stars der Popmusik beleuchtet, mit allen Höhen und Tiefen des Glamours. Verhoeven greife für diesen zentralen Konflikt auf die narrative Metalepse zurück, also eine Vermischung der Erzählebenen, wenn die beiden Protagonisten die „Vierte Wand“ durchbrechen und im Verlauf des Films als Erzähler ihrer eigenen Geschichte auftreten.

### Auszeichnungen
Bayerischer Filmpreis 2024
- Auszeichnung als Bester Film
- Auszeichnung als Beste Newcomer (Tijan Njie und Elan Ben Ali)[41]

Deutscher Filmpreis 2024
- Nominierung für das Beste Szenenbild (Heike Lange und Alexandra Pilhatsch)
- Auszeichnung für das Beste Kostümbild (Ingken Benesch)
- Auszeichnung für das Beste Maskenbild (Alisza Pfeifer und Christina Baier)
- Nominierung für die Besten visuellen Effekte (Juri Stanossek, Apollonia Hartmann und Jan Burda)

Jupiter Awards 2024
- Auszeichnung als Bester Kinofilm[42]